# Asparagus munitus
Asparagus munitus — вид рослин із родини холодкових (Asparagaceae).

## Біоморфологічна характеристика
Це дводомний напівкущ. Стебла виткі, до 100 см; гілки виразно смугасто-ребристі. Листова шпора шипаста. Кладодії у пучках по 2–5(7), 5–15 × 0.5–0.8 мм, гостро 3-кутні. Суцвіття розвиваються з кладодіями. Чоловічі квітки: парні; квітконіжка 3–4.5 мм; оцвітина жовтувата, дзвоноподібна, 4–5 мм. Ягода ≈ 7 мм у діаметрі, 1–4-насінна. Період цвітіння: квітень і травень.

## Середовище проживання
Поширений у Китаї (пд.-зх. Сичуань, Юньнань).
Населяє узлісся, чагарники; на висотах від 1900 до 2400  метрів.